# Casual (banda)
Casual es un grupo español de música formado en Barcelona (Cataluña), activo desde 1999 hasta principios del 2011. El estilo musical que caracteriza a la banda es el rock gótico.
La banda está formada por Mon a la Cova (voz), Ericq23 (guitarra), Bob No (bajo) y Jordi Farreras (batería).
Desde sus inicios, Casual ha obtenido reseñas y críticas positivas en la prensa estatal, aunque el grupo también ha participado en eventos internacionales con iguales resultados.
Casual ha tocado junto a bandas como Extremaunción, Entartete Kunst, Contradiction (actuales Circus), Quidam, Kitsch (banda), 12twelve, Catastrophe Ballet, Killer Barbies, Sepulcrum Mentis, etc. Además, algunos de sus temas han aparecido en recopilatorios europeos y americanos como “New dark Age vol. 1” (Strobelight Records), “Black Box vol. 1” (Blackbox Records), “Bound By Darkness” (Empire Distro, USA).

## Miembros
- Mon a la Cova: voz y letras
- Ericq23: guitarra y voz
- Bob No: bajo
- Jordi Farreras: batería

Antiguos miembros:
- Ivanhoe: batería 1999-2003
- Linus Alone (1968-2003): 2º guitarra 2003
- XaX: batería 2003-2004
- P.E.P.: batería 2004-2006
- Jordi Du: bajo 1999-2007

## Discografía
- Fora (Vel Records, 2000)
- Figura 11 (Vel Records, 2003)
- Hores Lentes (Vel Records, 2005)
- La Nova Medicina (Flor y Nata, 2006)
- Il·luminacions (Flor y Nata, 2008)